# エラム庭園

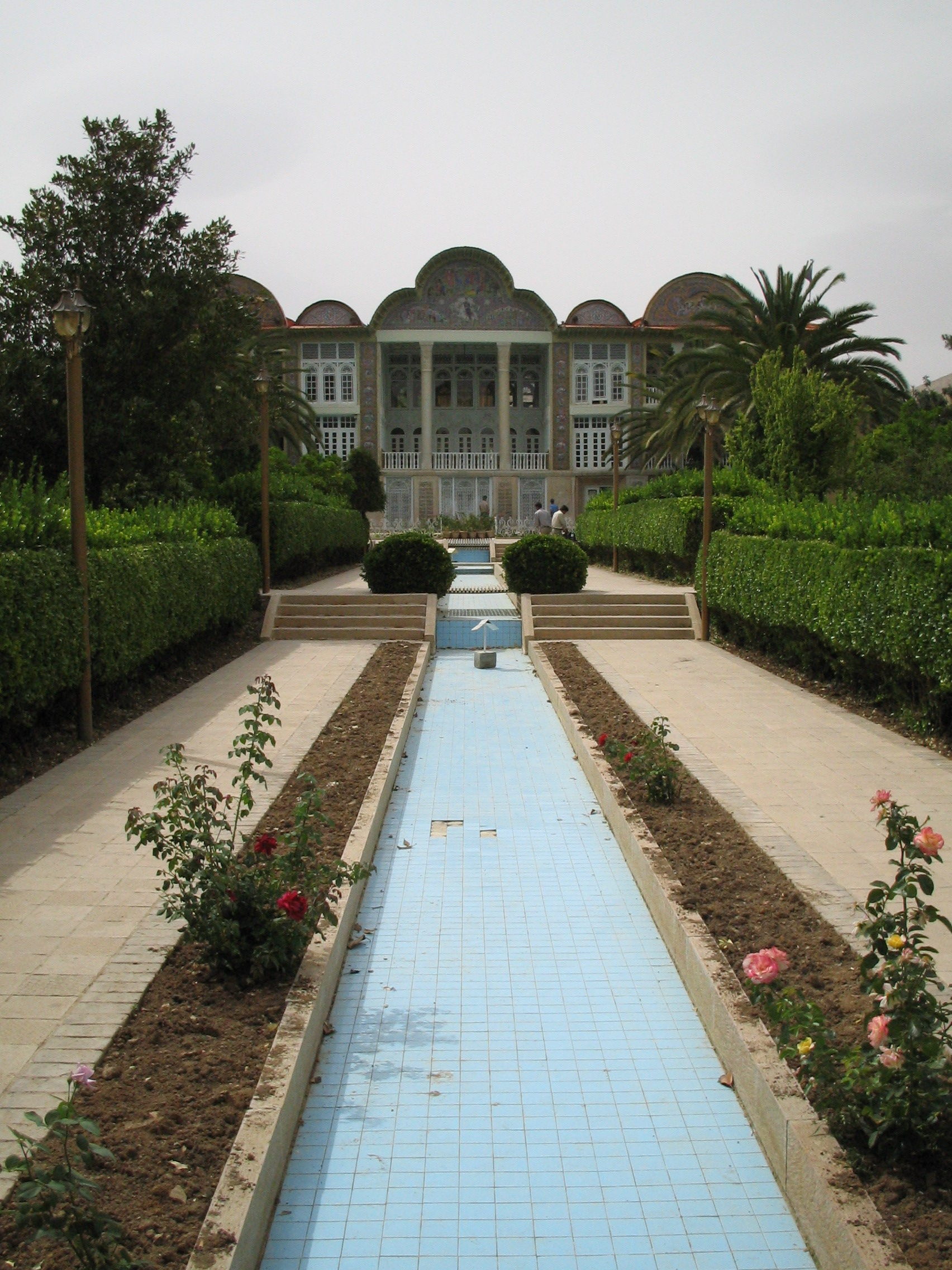
The main facade of the building illustrates a fine example of Qajari architecture.

エラム庭園（エラムていえん、Eram Garden）は、イラン・ファールス州シーラーズにある有名な歴史的ペルシャ庭園。
ペルシャ語の名称であるBagh-é Eram は「楽園の庭」という意味である。広いが、ガージャール朝時代に建てられた際は、軍エリートかファールス州の部族の長がこの複合施設を使用しており後にイラン王族も使うようになった。パフラヴィー朝時代にはPahlavi Universityが保護しつつCollege of Lawとして使用していた。
現在もシーラーズ大学のものではあるが、博物館として一般公開され、Iran's Cultural Heritage Organizationが保護している。
2011年、「ペルシャ式庭園（英語:The Persian Garden、フランス語:Le jardin persan）」の登録名で、他のイラン国内の8つのペルシャ式庭園とともに、UNESCOの世界遺産に登録された。